# 陳永信
陳永信（チャン ウィンシュン、ウェード式:Chan Wing Shun、11月14日 - ）は、香港の男性声優。

## 来歴・人物
兄は映画監督の陳勳奇、姪は故映画・女優の陳杏妍である。声優としては1975年で、麗的電視配音組（旧:亜洲電視配音組）に18年間勤務した。1987年、商業ラジオで『衛斯理SFラジオドラマ』を企画・パートタイムで出演し、1993年12月にTVBの広東語吹き替え出演している。
2021年、バラエティ番組「好声好戯」に審査員として参加した。
妻は、同じく声優の沈小蘭。二人の息子がいる。

## 出演
- ケロロ軍曹（ナレーション）
- それいけ！アンパンマン（ばいきんまん）